# Campeonato Panamericano de Judo de 1994
El XX Campeonato Panamericano de Judo se celebró en Santiago (Chile) entre el 8 y el 9 de octubre de 1994 bajo la organización de la Unión Panamericana de Judo.
En total se disputaron dieciséis pruebas diferentes, ocho masculinas y ocho femeninas.

## Resultados

### Masculino
| Evento | Oro                            | Plata                           | Bronce                                                         |
| ------ | ------------------------------ | ------------------------------- | -------------------------------------------------------------- |
| –56 kg | Rodolfo Yamayose · Brasil      | Mickey Matsumoto Estados Unidos | Ismady Alonso · Cuba · Pablo Gómez · Argentina                 |
| –60 kg | Manolo Poulot Ramos · Cuba     | Brian Mariana Estados Unidos    | Carlos Bortole · Brasil · Ricardo Acuña · México               |
| –65 kg | Israel Hernández Planas · Cuba | Henrique Guimarães · Brasil     | Taro Tan · Canadá · Francisco Morales Vivas · Argentina        |
| –71 kg | Jean-Pierre Cantin · Canadá    | Erick de la Paz · Cuba          | Sebastián Alquati · Argentina · Sérgio Souza Oliveira · Brasil |
| –78 kg | Gastón García Argentina        | Renato Dagnino · Brasil         | Armando Maldonado · Cuba · Marcus Dawson · Estados Unidos      |
| –86 kg | Carlos Honorato · Brasil       | Nicolas Gill · Canadá           | Andrés Franco Ramos · Cuba · Pablo Elisii · Argentina          |
| –95 kg | Jorge Aguirre Wardi Argentina  | Belarmino Salgado · Cuba        | Rafael Hueso · Estados Unidos · Daniel Dell'Aquila · Brasil    |
| +95 kg | Frank Moreno García · Cuba     | Orlando Baccino Argentina       | James Kendrick · Canadá · José Mario Tranquilini · Brasil      |

### Femenino
| Evento | Oro                             | Plata                             | Bronce                                                          |
| ------ | ------------------------------- | --------------------------------- | --------------------------------------------------------------- |
| –45 kg | Mirledis Turro · Cuba           | Patricia Ibarra Uribe · Colombia  | Patricia Melgarejo · Argentina · Gisella Naula · Ecuador        |
| –48 kg | Amarilis Savón · Cuba           | Hillary Wolf Estados Unidos       | Carolyne Lepage · Canadá · Andrea Berti Rodrigues · Brasil      |
| –52 kg | Carolina Mariani Argentina      | Nathalie Gosselin · Canadá        | Legna Verdecia Rodríguez · Cuba · Denise Buengermino · Brasil   |
| –56 kg | Driulis González Morales · Cuba | Renee Hock · Canadá               | Ángela Valles · Colombia · Ninfa Álvarez · Chile                |
| –61 kg | Ileana Beltrán Zulueta · Cuba   | Michelle Buckingham · Canadá      | D'Anya Bierria · Estados Unidos · Cristiane Parmigiano · Brasil |
| –66 kg | Odalys Revé Jimenéz · Cuba      | Dulce Piña · República Dominicana | Sharon Seibel · Estados Unidos · Sophie Roberge · Canadá        |
| –72 kg | Yahima Ramírez · Cuba           | Grace Jividen Estados Unidos      | Niki Jenkins · Canadá · Luciana Satiko Ohi · Brasil             |
| +72 kg | Daima Beltrán · Cuba            | Edilene Andrade · Brasil          | Carol Scheid Estados Unidos Silvana Filippi Argentina           |

## Medallero
| Núm. | País                 | Oro | Plata | Bronce | Total |
| ---- | -------------------- | --- | ----- | ------ | ----- |
| 1    | Cuba                 | 10  | 2     | 4      | 16    |
| 2    | Argentina            | 3   | 1     | 6      | 10    |
| 3    | Brasil               | 2   | 3     | 8      | 13    |
| 4    | Canadá               | 1   | 4     | 5      | 10    |
| 5    | Estados Unidos       | 0   | 4     | 5      | 9     |
| 6    | Colombia             | 0   | 1     | 1      | 2     |
| 7    | República Dominicana | 0   | 1     | 0      | 1     |
| 8    | Chile                | 0   | 0     | 1      | 1     |
| 8    | Ecuador              | 0   | 0     | 1      | 1     |
| 8    | México               | 0   | 0     | 1      | 1     |
|      | TOTAL                | 16  | 16    | 32     | 64    |